# Pales (planetka)
(49) Pales je planetka nacházející se v hlavním pásu asteroidů. Její průměr činí asi 150 km. Byla objevena 19. září 1857 německo-francouzským astronomem H. Goldschmidtem.